# Robert L. Mathews
Robert Lee „Matty” Mathews (Leadville, Colorado, 1887. augusztus 6. – Portland, Oregon, 1947. szeptember 1.) amerikai amerikaifutball-játékos, valamint amerikaifutball-, baseball- és kosárlabdaedző, atlétikai igazgató.

## Élete
A Willamette Egyetemen amerikai futballozott, majd 1908-ban átiratkozott a Notre Dame Egyetemre, ahol három szezonban játszott.
1922-ben az Idaho Vandals vezetőedzője lett; a csapat a Pacific Coast Conference-ben töltött első évei alatt egymásután megnyerte a Washington State Cougars ellen játszott mérkőzéssorozatot (Battle of the Palouse). Az atlétikai igazgatói posztot is betöltő Mathews alatt a csapat új passztechnikát használt.
1925 és 1927 között a Saint Louis Billikens edzője volt; 1928–1929-ben Ohióban magánvállalkozó volt, majd 1929 júniusában a Gonzaga Bulldogs amerikaifutball- és kosárlabdaedzője lett. 1930 áprilisában lemondott és az óceánpart közelébe költözött.
Az 1930-as években a polgári védelmi szolgálat munkatáborainak sportfelügyelője volt. 1931–1932-ben a West Seattle Athletic Club, 1944-ben pedig a Portland Rockets edzője volt.
1937-ben a Portlandi Egyetem atlétikai igazgatója és amerikaifutball-edzője lett, azonban a csapat 1943-ban megszűnt, ezért Mathews a következő évben lemondott. 1947-ben a Lewis és Clark Főiskola munkatársa lett.
1947. szeptember 1-jén szívrohamban hunyt el portlandi otthonában.

## Eredményei vezetőedzőként
| Év                                       | Eredmény                                | Eredmény                                | Helyezés                                |                                         |
| Év                                       | Összesített                             | Konferencia                             | Helyezés                                |                                         |
| Kenyon Lords (Ohio Athletic Conference)  | Kenyon Lords (Ohio Athletic Conference) | Kenyon Lords (Ohio Athletic Conference) | Kenyon Lords (Ohio Athletic Conference) | Kenyon Lords (Ohio Athletic Conference) |
| ---------------------------------------- | --------------------------------------- | --------------------------------------- | --------------------------------------- | --------------------------------------- |
| 1912                                     | 4–3–1                                   | 2–3–1                                   | T–7.                                    |                                         |
| 1913                                     | 5–3–1                                   | 1–3–1                                   | T–8.                                    |                                         |
| 1914                                     | 4–3–1                                   | 2–3                                     | 7.                                      |                                         |
| Eredmény:                                | 13–9–3                                  | 5–9–2                                   | –                                       |                                         |
| Willamette Bearcats (Független)          |                                         |                                         |                                         |                                         |
| 1915                                     | 2–2–1                                   | –                                       | –                                       |                                         |
| 1916                                     | 4–2                                     | –                                       | –                                       |                                         |
| 1917                                     | 1–1                                     | –                                       | –                                       |                                         |
| 1919                                     | 4–1                                     | –                                       | –                                       |                                         |
| 1920                                     | 3–1–1                                   | –                                       | –                                       |                                         |
| Eredmény:                                | 14–7–2                                  | –                                       | –                                       |                                         |
| Idaho Vandals (Pacific Coast Conference) |                                         |                                         |                                         |                                         |
| 1922                                     | 3–5                                     | 0–4                                     | 8.                                      |                                         |
| 1923                                     | 5–2–1                                   | 2–2–1                                   | T–3.                                    |                                         |
| 1924                                     | 5–2–1                                   | 4–2                                     | 4.                                      |                                         |
| 1925                                     | 3–5                                     | 2–3                                     | T–6.                                    |                                         |
| Eredmény:                                | 16–14–2                                 | 8–11–1                                  |                                         |                                         |
| Saint Louis Billikens (Független)        |                                         |                                         |                                         |                                         |
| 1926                                     | 3–6                                     | –                                       | –                                       |                                         |
| 1927                                     | 5–5                                     | –                                       | –                                       |                                         |
| Eredmény:                                | 8–11                                    | –                                       | –                                       |                                         |
| Gonzaga Bulldogs (Független)             |                                         |                                         |                                         |                                         |
| 1929                                     | 4–3                                     | –                                       | –                                       |                                         |
| Eredmény:                                | 4–3                                     | –                                       | –                                       |                                         |
| Portland Pilots (Független)              |                                         |                                         |                                         |                                         |
| 1937                                     | 4–3–1                                   | –                                       | –                                       |                                         |
| 1938                                     | 5–3                                     | –                                       | –                                       |                                         |
| 1939                                     | 1–5–1                                   | –                                       | –                                       |                                         |
| 1940                                     | 2–3–1                                   | –                                       | –                                       |                                         |
| 1941                                     | 3–5                                     | –                                       | –                                       |                                         |
| 1942                                     | 5–2                                     | –                                       | –                                       |                                         |
| Eredmény:                                | 20–21–3                                 | –                                       | –                                       |                                         |
| Lewis & Clark Pioneers (Független)       |                                         |                                         |                                         |                                         |
| 1946                                     | 3–4–1                                   | –                                       | –                                       |                                         |
| Eredmény:                                | 3–4–1                                   | –                                       | –                                       |                                         |

## Fordítás
- Ez a szócikk részben vagy egészben  a   Robert L. Mathews című angol Wikipédia-szócikk ezen változatának fordításán alapul.  Az eredeti cikk szerkesztőit annak laptörténete sorolja fel. Ez a jelzés csupán a megfogalmazás eredetét és a szerzői jogokat jelzi, nem szolgál a cikkben szereplő információk forrásmegjelöléseként.